# Ищево (Черновское сельское поселение)
Ищево — посёлок при железнодорожной станции в Черновском сельском поселении Сланцевского района Ленинградской области.

## История
По состоянию на 1 августа 1965 года посёлок Ищево входил в состав Черновского сельсовета Кингисеппского района.
По данным 1973 и 1990 годов посёлок Ищево входил в состав Черновского сельсовета Сланцевского района.
В 1997 году в посёлке Ищево Черновской волости проживали 6 человек, в 2002 году — 9 человек (русские — 89 %).
В 2007 году в посёлке Ищево Черновского СП проживали 8, в 2010 году — 6 человек.

## География
Посёлок расположен в центральной части района у железнодорожной платформы Ищево на линии Веймарн — Гдов.
Близ посёлка проходит автодорога 41К-005 (Псков — Краколье).
Расстояние до административного центра поселения — 12 км.
Расстояние до ближайшей железнодорожной платформы Ищево — 2 км.

## Демография
| 1862 | 2007 | 2010 | 2017 |
| ---- | ---- | ---- | ---- |
| 104  | ↘8   | ↘6   | ↗24  |